# Fritillaria fagei
Fritillaria fagei är en ryggsträngsdjursart som beskrevs av Fenaux 1961. Fritillaria fagei ingår i släktet Fritillaria och familjen bägargroddar. Inga underarter finns listade i Catalogue of Life.